# Мпунда
Мпу́нда (індонез. Mpunda) — один з 6 районів міста Біма провінції Західна Південно-Східна Нуса у складі Індонезії.
Населення — 33347 осіб (2012; 32498 в 2010).

## Адміністративний поділ
До складу району входять 10 селищ:
| Населений пункт | Населення, осіб (2010) |
| --------------- | ---------------------- |
| Левірато        | 2007                   |
| Манггемачі      | 3502                   |
| Манде           | 4265                   |
| Матакандо       | 2321                   |
| Панггі          | 2613                   |
| Пенатої         | 4093                   |
| Садья           | 4144                   |
| Самбінає        | 2444                   |
| Санті           | 2146                   |